# Heliaula
Heliaula is een geslacht van rechtvleugeligen uit de familie veldsprinkhanen (Acrididae). De wetenschappelijke naam van dit geslacht is voor het eerst geldig gepubliceerd in 1916 door Caudell.

## Soorten
Het geslacht Heliaula  is monotypisch en omvat slechts de volgende soort:
- Heliaula rufa (Scudder, 1899)